# Ngringo
Ngringo is een bestuurslaag in het regentschap Karanganyar van de provincie Midden-Java, Indonesië. Ngringo telt 25.487 inwoners (volkstelling 2010).